# Els bojos del Cannonball 2
Els bojos del Cannonball 2 (títol original: Cannonball Run II) és una pel·lícula estatunidenca dirigida per Hal Needham, estrenada l'any 1984. Ha estat doblada al català.

## Argument
Comèdia que gira entorn d'una frenètica cursa automobilística sense regles i l'objectiu de la qual és travessar els Estats Units de costa a costa. Vells coneguts i nous personatges participen en aquesta peculiar competició, utilitzant tota classe d'artificis per obtenir la victòria.

## Repartiment
- Burt Reynolds: J.J. McClure
- Dom DeLuise: Victor Prinzim, Capità Chaos, Don Canneloni
- Dean Martin: Jamie Blake
- Sammy Davis, Jr.: Morris Fenderbaum
- Shirley MacLaine: Veronica
- Marilu Henner: Betty
- Jamie Farr: El xeic
- Telly Savalas: Hymie Kaplan
- Jack Elam: El metge Nikolas Van Helsing
- Richard Kiel: Arnold, el conductor del Mitsubishi
- Charles Nelson Reilly: Don Don Canneloni
- Alex Rocco: Tony
- Henry Silva: Slin
- Susan Anton: Jill
- Catherine Bach: Marcie
- Abe Vigoda: César
- Jackie Chan: Jackie Chan
- Tony Danza: Terry
- Doug McClure: El criat del xeic
- Mel Tillis: Melvin
- Ricardo Montalbán: El rei
- Frank Sinatra: Frank Sinatra
- George Lindsey Oncle Cal
- Tim Conway: Un oficial patruller
- Sid Caesar: El pescador no 1
- Foster Brooks: El pescador no 2
- Louis Nye: El pescador no 3
- Don Knotts: Un oficial patruller
- Fred Dryer: El sergent patruller

## Premis i nominacions

### Premis
- 1985: Goldene Leinwand

### Nominacions
- 1985: nominació als Razzie Awards per :
  - Burt Reynolds (pitjor actor)
  - Shirley MacLaine (pitjor actriu)
  - Hal Needham (pitjor realització)
  - Albert S. Ruddy (pitjor pel·lícula)
  - Harvey Miller, Hal Needham i Albert S. Ruddy (pitjor guió)
  - Sammy Davis, Jr. (pitjor segon paper masculí)
  - Susan Anton i Marilu Henner (pitjor segon paper femení)